# Víctor Ortega
Víctor Hugo Ortega Serna (Medellín, 27 de janeiro de 1988) é um saltador da Colômbia.

## Carreira
Víctor Hugo Ortega representou seu país em duas olimpíadas. Em Jogos Pan-Americanos, tem uma prata e dois bronzes. 